# ۷۷ (قمری)
۷۷ (قمری)، هفتاد و هفتمین سال در گاهشماری هجری قمری است. اول محرم این سال برابر با سیزدهم آوریل سال ۶۹۶ میلادی است.